# Eusko Alkartasuna
Eusko Alkartasuna (dal basco: Solidarietà Basca) è un partito politico fondato nel 1986 nei Paesi Baschi in seguito ad una scissione dal Partito Nazionalista Basco. Il partito è attivo in Spagna e, in misura minore, in Francia; promuove i programmi del nazionalismo basco e della socialdemocrazia.
Secondo il proprio statuto, l'obiettivo è la realizzazione della "piena libertà sociale e nazionale per il Paese Basco". Sostiene inoltre la creazione di uno Stato indipendente basco Euskal Herria, ottenibile soltanto mediante il progetto di un'Unione europea intesa come una federazione di nazioni e non di Stati sovrani. Ha adottato, come denominazione alternativa, quella di Euskal Sozialdemokrazia (Socialdemocrazia basca).
Il suo sostegno elettorale è diminuito in modo notevole: detiene un membro al Governo basco e circa 20 sindaci nei territori di Euskal Herria, disponendo di 37 820 elettori, a fronte dei 181 000 voti delle elezioni regionali del 1986. In Navarra ha quattro deputati nel locale governo regionale.
L'ala giovanile del partito è detta dei Giovani patrioti (in euskera Gazte Abertzaleak).

## Origini
L'idea iniziale prevedeva un partito nazionalista basco che si differenziasse sia da Herri Batasuna che dal Partito Nazionalista Basco (PNV). È proprio da una scissione da quest'ultima forza politica che nel 1986 nacque la nuova entità politica, il cui primo congresso si svolse l'anno seguente a Pamplona, dove venne eletto Carlos Garaikoetxea come primo presidente del partito.
La scissione dal PNV si basava principalmente su tre punti:
- Uno scontro tra le principali personalità politiche basche: l'allora Lehendakari (il presidente basco) Carlos Garaikoetxea ed il leader del PNV Xabier Arzalluz.
- La configurazione dei Paesi baschi: il nuovo partito prevedeva l'inclusione della Navarra nei Paesi Baschi, al contrario del PNV.
- Indirizzo social-democratico, differente dall'orientamento cristiano-democratico del PNV.

La scissione fu particolarmente amara dato che fu provocata proprio dall'elemento politico basco più in vista. Ogni organizzazione locale dovette quindi decidere con chi schierarsi: se aderire al nuovo partito o rimanere nel PNV.

### Nome
Quando i membri dissidenti del PNV giunsero alla conclusione che era necessario formare una nuova formazione politica, optarono per la denominazione Eusko Abertzaleak – Nazionalisti baschi, ma il nome era già stato registrato da altri. Il 10 ottobre venne quindi depositato l'atto ufficiale che sanciva la nascita di Eusko Alkartasuna.

### Comunità Autonoma Basca
Nel 1991, dopo l'assorbimento di Euskadiko Ezkerra (sinistra basca) da parte del PSOE, un piccolo gruppo di dissidenti del defunto partito si raggruppò sotto la sigla Euskal Ezkerra, andando poi ad unirsi a Eusko Alkartasuna.
Tuttavia EA tra il 1986 ed il 1998 ha perso quasi il 50% del suo sostegno elettorale: dal 15,84% all'8,69% nella Comunità autonoma basca e dal 7,1% al 4,56% in Navarra.
Nel 2009, EA ha ottenuto il suo peggior risultato: il 3,68% del totale dei voti con un solo rappresentante al parlamento basco, situazione che ha notevolmente ridimensionato il ruolo del partito nelle province basche.

### Navarra
In Navarra, dove il nazionalismo basco è minoritario, EA ha definito una coalizione con il PNV, nel 1998 al fine di massimizzare i risultati del nazionalismo basco in questa Comunità autonoma. Poi nel 2004 si unì alla coalizione Nafarroa Bai, nella quale vennero raggruppati altri piccoli partiti nazionalisti, tra cui Aralar e Batzarre. Quattro dei parlamentari di Nafarroa Bai presso il Parlamento regionale di Navarra sono membri di EA, il che rende questo territorio, in termini di rappresentanza istituzionale, più importante per il partito.

### Relazioni con il PNV nelle Province basche
A partire dal 1991 le parti si sono accordate al fine di formare una coalizione elettorale in elezioni regionali e locali per ottimizzare il voto nazionalista: questo portò alla creazione di una lista unitaria per le elezioni regionali del 1998.
Tuttavia nel 2007 Eusko Alkartasuna decise di correre nuovamente da sola alle elezioni comunali di maggio, raggiungendo il 7% dei voti nella comunità basca. Tale decisione venne confermata anche alle regionali del 2009, dieci anni dopo la loro prima coalizione con il PNV. Il partito si divise tra coloro che spingevano per la rottura con il PNV, puntando all'ala indipendentistica più radicale, e quelli che avrebbe preferito mantenere il patto con il PNV.
Le elezioni provocarono una grave battuta d'arresto per Eusko Alkartasuna: Unai Ziarreta, allora leader e sostenitore della separazione con il PNV si dimise, ed in seguito iniziò un periodo caratterizzato da disordini interni

### Al parlamento spagnolo
Nelle elezioni politiche del 2004 il partito guadagnò un seggio al Congresso del parlamento spagnolo, grazie agli 80.000 voti nel collegio elettorale di Gipuzkoa, seggio mantenuto anche alle consultazione del 2008, grazie alla coalizione Nafarroa Bai.

### Parlamento Europeo
Eusko Alkartasuna ha espresso il suo parere contrario al trattato che istituisce una Costituzione per l'Europa nel referendum in Spagna e in Francia nel 2005.
Alleata con Sinistra Repubblicana di Catalogna alle elezioni del parlamento europeo, riuscì a far eleggere Mikel Irujo, che si collocò nel gruppo Alleanza Libera Europea.

### La scissione del 2009
In seguito agli scarsi risultati nelle consultazioni, la dirigenza del partito ha optato per una strategia di allontanamento dal PNV, allacciando alleanze con la sinistra.
Tuttavia una corrente che raccoglieva circa il 35% degli iscritti, proponeva invece un ritorno ad un nazionalismo basco più mite ed una nuova intesa elettorale con il PNV.
Questo gruppo ha annunciato la decisione di lasciare Eusko Alkartasuna e formare un nuovo partito, chiamato Hamaikabat: la maggior parte di loro proviene dalla provincia di Gipuzkoa, considerata principale roccaforte di Eusko Alkartasuna.

## Risultati
| Elezione             | Voti                                     | %                                        | Seggi   |
| -------------------- | ---------------------------------------- | ---------------------------------------- | ------- |
| Europee 1987         | Nella Coalizione per l'Europa dei Popoli | Nella Coalizione per l'Europa dei Popoli | 1 / 60  |
| Europee 1989         | In Per l'Europa dei Popoli               | In Per l'Europa dei Popoli               | 1 / 64  |
| Generali 1989        | 136.955                                  | 0,67                                     | 2 / 350 |
| Generali 1993        | 129.293                                  | 0,55                                     | 1 / 350 |
| Europee 1994         | In Per l'Europa dei Popoli               | In Per l'Europa dei Popoli               | 0 / 64  |
| Generali 1996        | 115.861                                  | 0,46                                     | 1 / 350 |
| Europee 1999         | In Europa dei Popoli                     | In Europa dei Popoli                     | 1 / 64  |
| Generali 2000        | 100.742                                  | 0,43                                     | 1 / 350 |
| Generali 2004        | 80.905                                   | 0,31                                     | 1 / 350 |
| Europee 2004         | In Europa dei Popoli                     | In Europa dei Popoli                     | 0 / 54  |
| Generali 2008        | 50.371                                   | 0,20                                     | 0 / 350 |
| Europee 2009         | In Europa dei Popoli - Verdi             | In Europa dei Popoli - Verdi             | 0 / 50  |
| Amaiur               |                                          |                                          |         |
| Generali 2011        | 334.498                                  | 1,37                                     | 1 / 350 |
| Euskal Herria Bildu  |                                          |                                          |         |
| Europee 2014         | In Los Pueblos Deciden                   | In Los Pueblos Deciden                   | 0 / 54  |
| Generali 2015        | 219.125                                  | 0,87                                     | 0 / 350 |
| Generali 2016        | 184.713                                  | 0,77                                     | 0 / 350 |
| Generali 2019 (Apr.) | 259.647                                  | 0,99                                     | 4 / 350 |
| Europee 2019         | In Ahora Repúblicas                      | In Ahora Repúblicas                      | 1 / 54  |
| Generali 2019 (Nov.) | 276.519                                  | 1,15                                     | 5 / 350 |
|                      |                                          |                                          |         |